# ایشیگت
ایشیگت (به آلمانی: Eichigt) یک شهر در آلمان است که در فوگتلاندکرایس واقع شده‌است. ایشیگت ۱٬۳۶۲ نفر جمعیت دارد.